# Júlio Juliano
Júlio Juliano (em latim: Iulius Iulianus) foi um oficial romano do século IV, ativo sob os imperadores Constantino (r. 306–337) e Licínio (r. 308–324).

## Vida

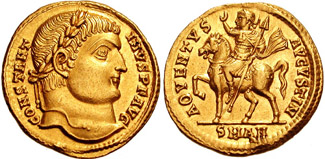
Soldo de Constantino r.

Era pai de Basilina e avô de Juliano, o Apóstata (r. 361–363). Em 314, era homem perfeitíssimo e prefeito do Egito. Entre 315 e 324, foi homem eminentíssimo e prefeito pretoriano. Por vários anos serviu Licínio no Oriente e após a derrota do imperador em 324, foi honrado por Constantino, que louvou sua administração como modelo a ser seguido. Em 325, torna-se cônsul anterior com Sexto Anício Paulino.